# Степанов, Фёдор Николаевич
Фёдор Николаевич Степанов (1904—1968) — советский учёный-химик, доктор химических наук, профессор.

## Биография
Родился в 1904 году.
Окончил Московское Высшее техническое училище, ученик академика А. Е. Чичибабина и начал работать на Экспериментальном заводе «Эксольхим» (бывший завод Шустовых, ныне ФГУП ГНЦ НИОПИК). Работал также в центральной лаборатории Рубежанского химкомбината.
В 1947 году защитил докторскую диссертацию по препаративным методам и механизму оксидных конденсаций. 
С 1952 года преподавал на кафедре органической и биологической химии Сельскохозяйственной академии им. К. А. Тимирязева, с 1959 года — на кафедре технологии основного органического синтеза Киевского политехнического института.
Был инициатором разработки оригинальной технологии синтеза римантадина в СССР.
Умер в 1968 году.
Научные работы посвящены исследованиям в области органической химии — производных пиридина, полиметиновых красителей, стереохимии производных адамантана, химикатов для цветной фотографии и кинематографии и др. Разработал контактные методы получения бензойной кислоты из фталевого ангидрида, фенола из хлорбензола, ацетофенона из фталевого ангидрида, технологию производства стабилизаторов порохов, бензоилхлорида, ряда кубовых красителей и сульфамидных препаратов, цветных компонентов для цветной фотографии и кинематографии, смачивателей и др.
Значительная часть его работ была положена в основу проектирования, строительства и организации производств на заводах анилинокрасочной промышленности.